# Ca l'Almirall
|  | Per a altres significats, vegeu «Ca l'Almirall de la Font». |

Ca l'Almirall de Puigdespí o simplement Ca l'Almirall és un conjunt rural format per diverses construccions d'edificis al nord del terme de Castellví de la Marca (l'Alt Penedès) que forma part de l'Inventari del Patrimoni Arquitectònic de Catalunya. Ca l'Almirall es troba dalt d'un petit turó, a prop de la Conillera Xica. La masia principal, de grans dimensions i planta quadrada, té planta baixa, un pis i golfes, amb portal adovellat. La masia original, avui destinada a masoveria, és un edifici de pedra amb coberta a dues vessants i arcs ogivals diafragma a l'interior. Encara es conserva una capella dedicada al Roser.